# Bataille du Kef (1756)
Pour les articles homonymes, voir Bataille du Kef.
Guerre algéro-tunisienne de 1756
Batailles
Siège de Tunis
Prise de Béja
La bataille du Kef est une bataille qui oppose la régence d'Alger sous le règne du dey Baba Ali Bou Sebaa à la régence de Tunis dirigé par Ali Ier Pacha, du 10 au 23 juin 1756. L'armée algérienne est dirigée par le bey de Constantine, Hussein Bey Zereg-Aïnou, accompagné par les cousins du bey de Tunis, Ali et Mohamed Rachid, tandis que les forces tunisiennes sont commandées par Ali Ier Pacha lui-même et son fils Sidi Mohamed Bey.

## Contexte
À la suite de la guerre algéro-tunisienne de 1735, Ali Ier Pacha, aidé par les Algériens, s'empare de Tunis et chasse son oncle Hussein, qui se réfugie à Kairouan. Deux princes tunisiens, Mohamed Rachid et Ali, s'exilent à Alger, où ils demandent au dey Baba Ali Bou Sebaa de les aider à restaurer le descendant légitime de la dynastie des Husseinites. Ce dernier accepte et délègue la mission au bey de Constantine, Hussein Bey Zereg-Aïnou.
L'armée se met en marche et franchit la frontière tunisienne jusqu'à arriver devant la forteresse du Kef le 10 juin 1756. Quelques mois auparavant, le 8 mai, le fils du bey de Tunis, Sidi Mohamed Bey, était allé vérifier les défenses de la ville ou se trouvait 200 pièces de canon et 4 000 soldats de garnison.

## Déroulement
Le 10 juin, les Algériens apparaissent devant Le Kef où Ali Ier Pacha est retranché avec ses troupes. Tout d'abord, de petites escarmouches ont lieu devant les murailles de la ville. Durant l'un de ces engagements, les Algériens sont attaqués par les assiégés et leurs rangs décimés par les balles des Tunisiens ; c'est seulement grâce à l'habilité d'Ali Bey que les positions perdues sont reconquises.
Le 23 juin, après avoir essuyé des pertes considérables, les Algériens entrent dans la ville à la suite d'une trahison d'une grande partie des assiégés, et la ville est livrée au pillage,.

## Conséquences
Ali Pacha et son fils, ayant vu leur armée mise en déroute, se replient sur Tunis découragés et désespèrent du succès de la défense.